# Santo Tomas (Pampanga)
Santo Tomas ist eine philippinische Stadtgemeinde in der Provinz Pampanga. Sie hat 40.475 Einwohner (Zensus 1. August 2015). Santo Tomas wurde am 12. Oktober 1951 gegründet.

## Geografie
Die Stadtgemeinde Santo Tomas liegt zentral in der Provinz Pampanga. Benachbarte Städte und Stadtgemeinden sind die Provinzhauptstadt San Fernando City im Nordwesten, San Simon im Nordosten, Minalin im Südosten und Bacolor im Westen.

### Baranggays
Santo Tomas ist politisch in sieben Baranggays unterteilt.
- Moras De La Paz
- Poblacion
- San Bartolome
- San Matias
- San Vicente
- Santo Rosario (Pau)
- Sapa (Santo Niño)